# Northrop YC-125 Raider
El Northrop YC-125 Raider fue un transporte utilitario, STOL, trimotor y estadounidense de los años 40, construido por la Northrop Corporation, Hawthorne (California).

## Diseño y desarrollo
El primer diseño civil de Northrop de la posguerra fue un transporte trimotor STOL de pasajeros y carga llamado Northrop N-23 Pioneer. El Pioneer podía llevar 36 pasajeros o cinco toneladas de carga, y voló por primera vez el 21 de diciembre de 1946. El avión tenía buenas prestaciones, pero hubo poco interés debido a la disponibilidad de aviones baratos excedentes de guerra. El Pioneer se perdió en un accidente fatal en 1947. En 1948, la Fuerza Aérea de los Estados Unidos expresó interés en un avión de la misma configuración y emitió una orden a Northrop por 23 aviones, 13 transportes de tropas designados C-125A Raider y 10 para tareas de rescate ártico, designados C-125B. Con la designación N-32 Raider de la compañía, el primer avión voló el 1 de agosto de 1949.
El avión estaba equipado con tres motores radiales Wright R-1820-99 Cyclone de 890 kW (1200 hp). El avión también podía ser equipado con cohetes JATO que le permitían despegar en menos de 150 m (500 pies). Los 13 transportes de tropas fueron designados YC-125A en servicio, y la versión de rescate ártico, YC-125B.
La compañía canadiense Canadair consideró construir el N-23 bajo licencia, pero la idea no prosperó.

## Historia operacional
Las entregas del YC-125 a la USAF comenzaron en 1950. Estos aviones no prestaron servicio mucho tiempo por estar infrapotenciados, y pronto fueron enviados a la Sheppard Air Force Base, Texas, y relegados a ser entrenadores de instrucción en tierra hasta que se retiraron en 1955 y fueron declarados excedentes. 
La mayoría de los aviones excedentes fueron adquiridos por Frank Ambrose y vendidos a operadores en América del Sur y Central.

## Variantes

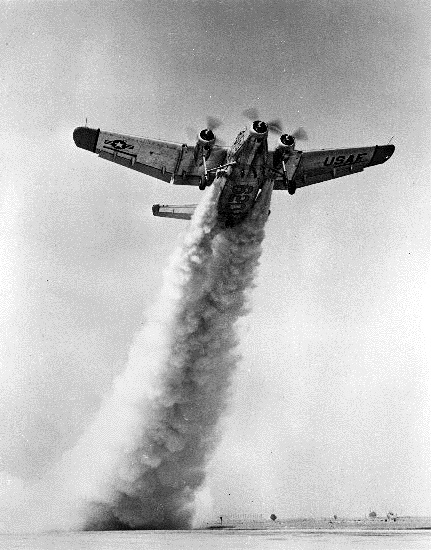
Un YC-125 realiza un despegue JATO.

N-23 Pioneer
Prototipo de transporte STOL trimotor, uno construido.
N-32 Raider
Designación de compañía de la versión militar del N-23.
YC-125A Raider
 N-32 con asientos para treinta soldados, 13 construidos (núm. serie 48-628/640).
YC-125B Raider
Versión de rescate ártico del N-32, con veinte camillas y provisión para un tren de aterrizaje de esquís. Diez construidos (núm. serie 48-618/627).
CL-3
Propuesta de 1949, de una variante producida con licencia por Canadair, con 3 motores Pratt & Whitney Canada R-1820. Fue redesignado CL-12 el mismo año. El proyecto fue abandonado en algún momento a inicios de 1950.
CL-12
Redesignación de la variante CL-3 propuesta por Canadair.

## Operadores
Estados Unidos
- Fuerza Aérea de los Estados Unidos

## Supervivientes
- YC-125A (XB-GEY, anterior 48-636): está en exhibición en el Pima Air and Space Museum en Tucson, Arizona.
- YC-125B (núm. serie 48-626, pintado como el 48-622): está en exhibición en el Museo Nacional de la Fuerza Aérea de Estados Unidos en Dayton (Ohio).

## Especificaciones (YC-125B)

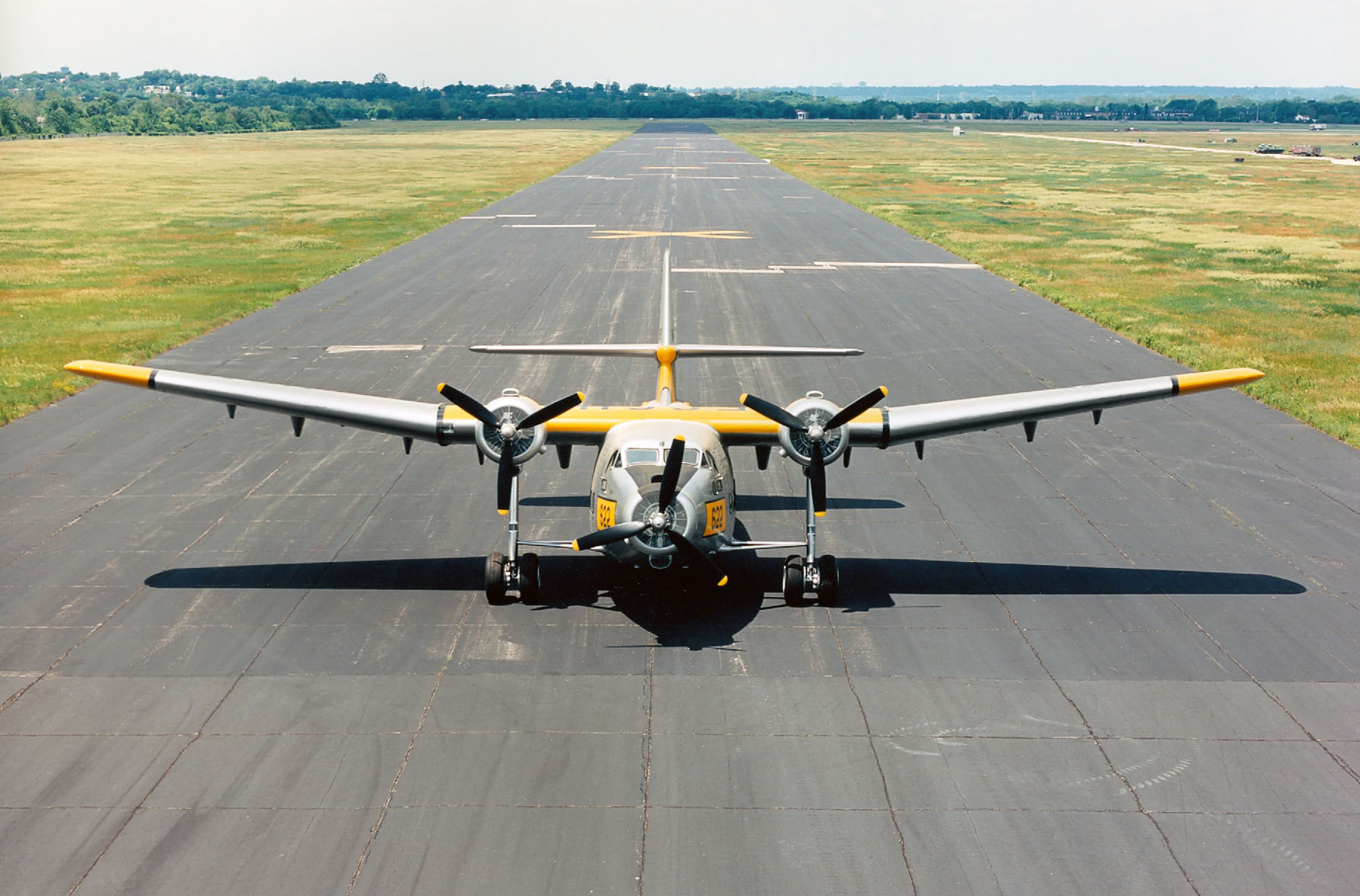
YC-125B.

Referencia datos: National Museum of the US Air Force YC-125B Factsheet

### Características generales
- Tripulación: Cuatro
- Longitud: 20,5 m (67,1 ft)
- Envergadura: 26,4 m (86,5 ft)
- Altura: 7 m (23,1 ft)
- Peso máximo al despegue: 19 006 kg (41 889,2 lb)
- Planta motriz: 3× motor radial de 9 cilindros refrigerado por aire Wright R-1820-99 Cyclone.
  - Potencia: 895 kW (1234 HP; 1217 CV) cada uno.

### Rendimiento
- Velocidad máxima operativa (Vno): 478 km/h (297 MPH; 258 kt)
- Velocidad crucero (Vc): 275 km/h (171 MPH; 148 kt)
- Alcance: 2987 km (1613 nmi; 1856 mi)
- Techo de vuelo: 3719 m (12 201 ft)

## Aeronaves relacionadas

### Secuencias de designación
- Secuencia N-_ (interna de Northrop): ← N-19 - N-20 - N-21 - N-23 - N-24 - N-25A - N-25B - N-26 - N-29 - N-31 - N-32 - N-34 - N-35 - N-36 - N-37 - N-38 - N-39 →
- Secuencia C-_ (Aviones de Carga del USAAC/USAAF/USAF, 1924-1962): ← C-122 - C-123/A - C-124 - C-125 - C-126 - C-127 (I) - C-127 (II) →